# Seven Navica
Le Seven Navica est un navire de services qui peut être utilisé comme navire poseur de canalisations et navire-grue. Le navire appartient à l'entreprise de services offshore Subsea 7. Il navigue sous le pavillon de l'île de Man et son port d'attache est Douglas.

## Histoire
Le navire a été construit au chantier naval norvégien Vard Brattvaag (maintenant VARD Group au nord-est d'Ålesund pour le DOF Group sous le nom de Skandi Navic qui a été loué à l'un des principaux acteurs du marché des services offshore Subsea 7. Celui-ci l'a racheté en 2008 et l'a renommé Seven Navica.
Seven Navica est capable de réaliser des travaux de construction et de poser des tuyaux rigides ou flexibles à des profondeurs allant jusqu'à 2.000 mètres, et ils doivent être pré-soudés et enroulés sur une bobine montée sur le pont d'une capacité allant jusqu'à 2.500 tonnes. De là, la canalisation est amenée à la rampe arrière, qui est équipée d'un dispositif de traction d'une capacité de 205 tonnes et peut changer son inclinaison dans la plage de 20 à 90 degrés. Skandi Navica avait un équipement de grue plutôt faible d'une capacité maximale de seulement 60 tonnes, ce qui différait de la plupart des navires de pose de canalisations construits plus tard, qui, grâce à leurs grues, peuvent également effectuer des travaux de construction en eau profonde.
Le navire dispose de deux sous-marins télécommandés (ROV), capables d'effectuer des tâches à des profondeurs allant jusqu'à 3.000 mètres.
Le pont de travail de 480 m² peut supporter des charges jusqu'à 10 t/m² . En même temps, Seven Navica transporte un véhicule sous-marin téléguidé (ROV), capable d'effectuer des tâches à des profondeurs allant jusqu'à 3.000 mètres. Le déplacement vers le lieu d'exécution des travaux est effectué avec une vitesse opérationnelle de 12 nœuds. La précision de positionnement est assurée par le système de positionnement dynamique, et la centrale se compose de quatre moteurs (deux d'une capacité de 2,7 MW et deux d'une capacité de 3,6 MW).
Il dispose à bord de cabines pour 84 personnes. La livraison du personnel et de la cargaison peut être effectuée à l'aide de l'hélipad, qui est conçu pour recevoir des hélicoptères de type Super Puma.

## Missions
- 2006/07 : construction système offshore PDEG.B au large du Brésil (comme Roncador Field (en))
- 2008/09 : champ gazier norvégien "Vega"
- 2010 : champ gazier néerlandais
- 2015 : champ pétrolière britannique en mer du nord

## Galerie

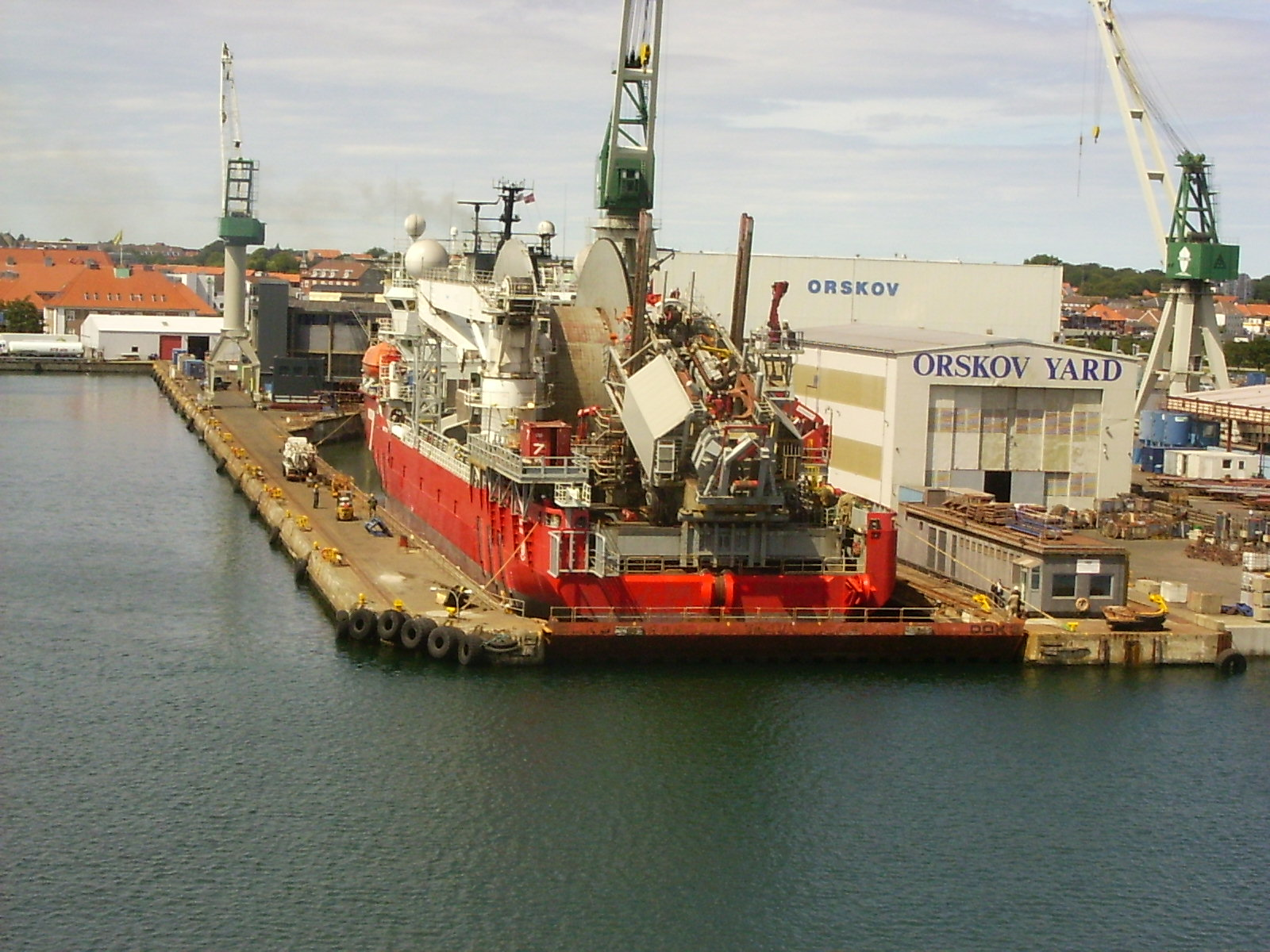
En 2014 à Frederickshavn (Danemark)
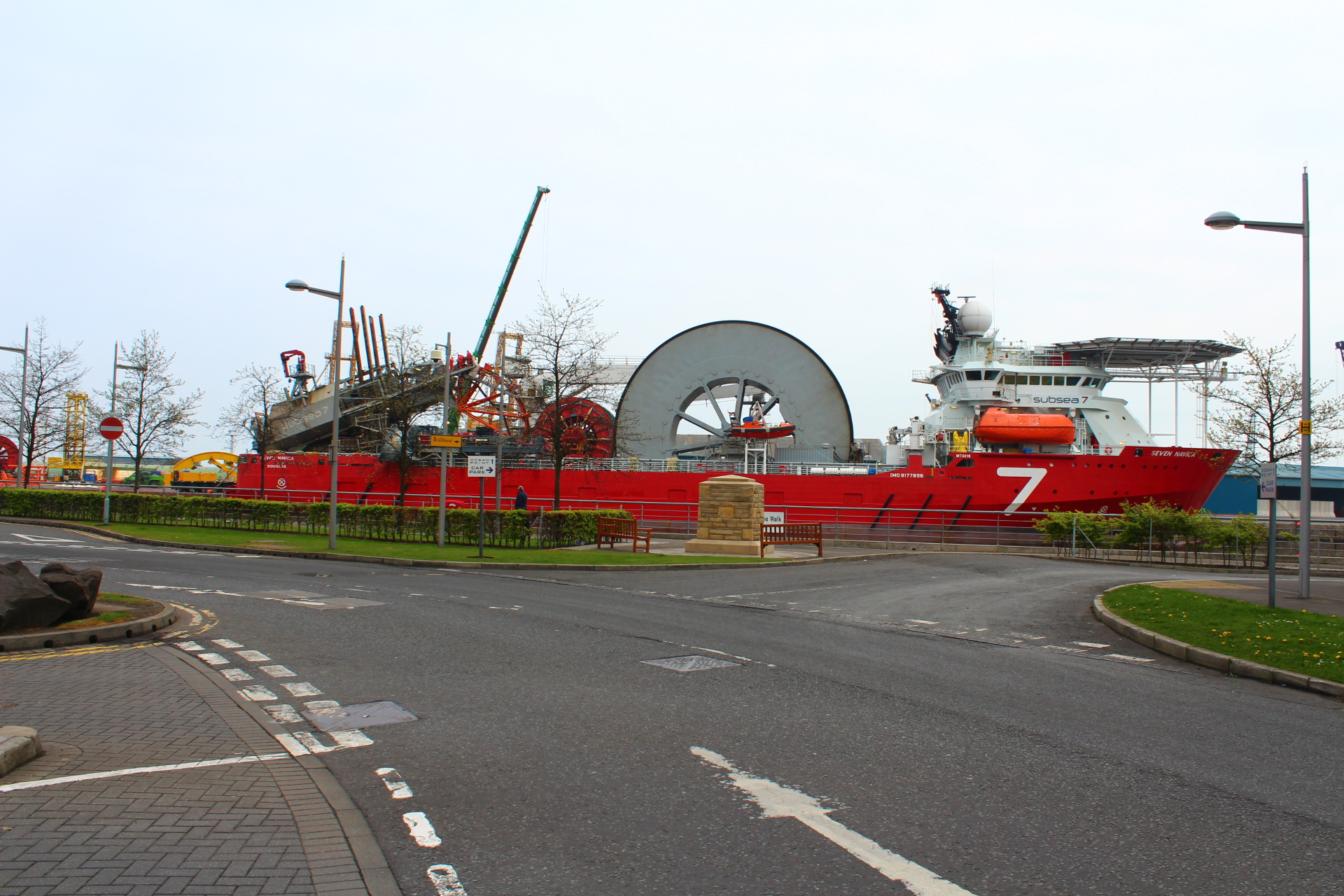
A Leith en Ecosse

### Articles externes
- Seven Navica - Site marinetraffic
- Site Subsea 7